# Corynoptera globulifera
Corynoptera globulifera är en tvåvingeart som beskrevs av Lyudmila Komarova 1995. Corynoptera globulifera ingår i släktet Corynoptera och familjen sorgmyggor. Inga underarter finns listade i Catalogue of Life.